# Formosat-3

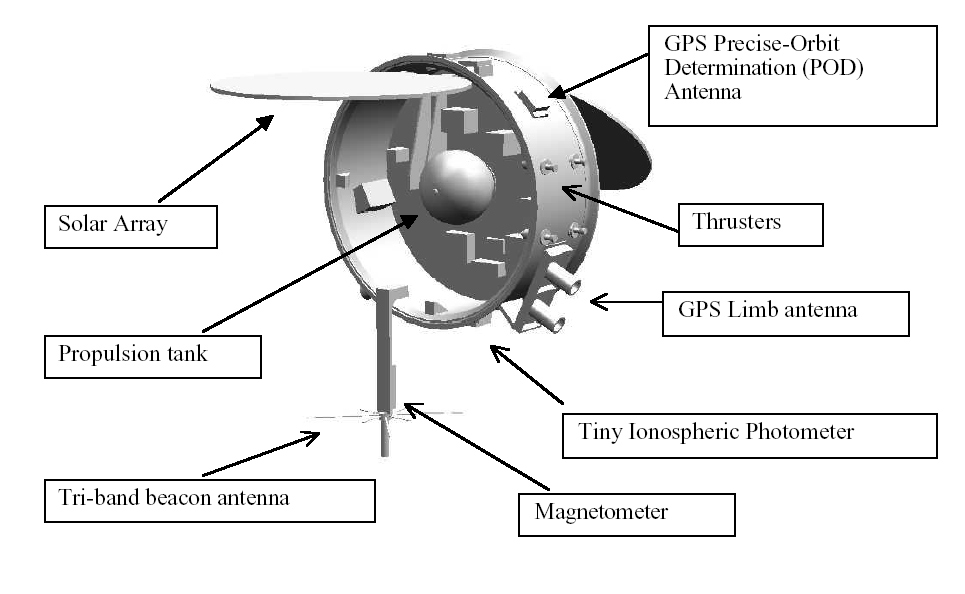
Komponenten eines FORMOSAT-3/COSMIC Satelliten

Formosat-3 oder COSMIC (Constellation Observing System for Meteorology, Ionosphere, and Climate) ist ein Satellitenprojekt der USA und der Republik China auf Taiwan und Teil des Formosat-Programms. Die Mission besteht aus sechs Kleinsatelliten (Formosat 3A – Formosat 3F), die am 15. April 2006 gemeinsam mit einer Minotaur-Trägerrakete von Vandenberg gestartet wurden.
Die Mission kostete insgesamt 100 Millionen Dollar. Davon werden ca. 80 % aus Taiwan finanziert. Hinzu kommt der amerikanische Anteil, zu dem verschiedene Institutionen beitragen, darunter die NASA, die US Air Force und die Navy. Die Daten werden jedoch Forschern auf der ganzen Welt zur Verfügung gestellt.

## Missionsziele
Die Satelliten werden zur Erforschung der Erdatmosphäre eingesetzt. Dazu empfangen die COSMIC/Formosat-3 von GPS-Satelliten, während so genannter Satellitenuntergänge (Okkultationen). Aus der Veränderung der Signale dabei können vertikale Profile der Temperatur und der Feuchte abgeleitet werden. Die COSMIC/Formosat-3-Daten werden für die Forschung im Bereich der Meteorologie, aber auch zur Verbesserung der Vorhersagen des Weltraumwetters (also von Veränderungen der Ionosphäre/Magnetosphäre und ähnlichen Erscheinungen) verwendet. Die Radiookkultationstechnik wurde bereits in den 1960er Jahren vom JPL vorgeschlagen, um die Vertikalstruktur von Planetenatmosphären zu untersuchen. Seit 2000 wird diese Messmethode sehr erfolgreich an Bord des deutschen Forschungssatelliten CHAMP angewendet, seit Mai 2006 kontinuierlich auch an Bord der GRACE-Satelliten.

## Missionsverlauf
Die Satelliten wurden am 15. April 2006 von Vandenberg aus gestartet. Zunächst wurden sie auf eine Übergangsumlaufbahn auf 500 km Höhe gebracht, wobei FM1 auf dieser Bahn verblieb jedoch alle anderen Satelliten bis Mitte 2007 auf eine 800 km Bahn gebracht wurden. Bodenkontakt konnte mit allen Satelliten hergestellt werden, sie befinden sich in gutem Zustand mit kleineren Problemen. So funktioniert zum Beispiel bei FM2 nur ein Solarpanel und bei FM3 funktioniert der Ausrichtungsmotor der Solarpanele nicht. Bereits kurz nach dem Start wurden erste wissenschaftliche Messungen durchgeführt. Schon im November 2006 konnten mehr als 1500 Atmosphärenmessungen täglich aufgezeichnet werden. Nach Erreichen der geplanten Orbitkonfiguration werden täglich mehr als 2500 Atmosphärenmessungen erwartet, die per S-Band-Kommunikation zur Erde übermittelt werden.